# Marcelle Bard
Pour les articles homonymes, voir Bard.
Marcelle Bard, née à Genève le 7 février 1903 et morte dans la même ville le 4 juin 1988, est une théologienne et pasteure suisse. 
Elle est la première femme consacrée pasteure de l'Église nationale protestante de Genève.

## Biographie
Marcelle Bard naît le 7 février 1903 à Genève, dont elle est aussi originaire. Elle est la fille de Louis-Elisée Bard, pasteur et professeur de morale et de théologie pratique, et d'Émilie Voan, qui lui transmet très tôt son intérêt pour la théologie protestante[réf. nécessaire].
En 1929 elle est licenciée en théologie de l'Université de Genève et également consacrée pasteur. Elle est la première femme pasteure, dans l'Église nationale protestante de Genève, avec un statut de pasteure auxiliaire. Cette question agite le Consistoire, qui doute qu'une femme puisse accomplir correctement les tâches de pasteur, même si depuis 1909 les femmes participent à l'élection des pasteurs ou à la modification de la constitution de l’Église protestante du canton de Genève. Le statut de pasteure auxiliaire lui permet de prêcher et d'administrer les sacrements, mais ne lui permet pas de diriger une paroisse.
En 1930, Marcelle Bard épouse Marcel Dottrens, médecin de profession. Ils divorcent en 1932, à une époque où le divorce des pasteurs posait souvent problème à l’Église protestante.
Entre 1930 et 1969 elle est aumônière à l'hôpital, et dès 1933 elle obtient un ministère dans la paroisse de la Servette (Cité-Vieusseux). Elle débute alors son travail auprès des plus pauvres dans ce quartier peuplé d'ouvriers. Elle travaille tout au long de son ministère pour les malades et les défavorisés dans les nouveaux quartiers de Genève.
En mai 1938, elle dirige un culte spécial lors de l’assemblée de l’Association suisse pour le suffrage féminin[réf. souhaitée].
En 1943, elle est finalement admise comme membre de plein droit de la Compagnie des pasteurs, l’organe réunissant les pasteurs de l’Église protestante de Genève.
Elle meurt à Genève le 4 juin 1988.

## Une des premières femmes pasteurs
Marcelle Bard compte parmi les premières femmes pasteures consacrées dans des Églises non liées à l'État en Suisse en 1929. La même année, Madeleine Blocher-Saillens est consacrée en France. En 1935, Lydia von Auw devient également pasteure dans le canton de Vaud.